# Eusynthemis nigra
Eusynthemis nigra är en trollsländeart. Eusynthemis nigra ingår i släktet Eusynthemis och familjen skimmertrollsländor.

## Underarter
Arten delas in i följande underarter:
- E. n. nigra
- E. n. xanthosticta